# Franziska Hentke
Franziska Hentke (Wolfen, 4 giugno 1989) è un'ex nuotatrice tedesca.

## Carriera
Fortemente specializzata nella farfalla, è l'attuale campionessa europea in carica sulla distanza dei 200m, dove ha anche conquistato, oltre che al medesimo titolo continentale in vasca corta, anche una medaglia d'argento ai campionati mondiali di Budapest 2017.

## Palmarès
- Mondiali

Budapest 2017: argento nei 200m farfalla.
- Mondiali in vasca corta:

Doha 2014: bronzo nei 200m farfalla.
- Europei

Londra 2016: oro nei 200m farfalla.
- Europei in vasca corta

Istanbul 2009: bronzo nei 200m farfalla.
Herning 2013: argento nei 200m farfalla.
Netanya 2015: oro nei 200m farfalla.
Copenaghen 2017: oro nei 200m farfalla.
- Europei giovanili

Lisbona 2004: argento nella 4x100m misti.

## International Swimming League
| Stagione 2019   |
| --------------- |
| Aqua Centurions |